# Ice-Felix HC-2000
Ice-Felix HC-2000 (HC-2000) је кућни рачунар фирме Ice-Felix који је почео да се производи у Румунији током 1982. године.
Користио је Z80A микропроцесорску јединицу а RAM меморија рачунара је имала капацитет од 64 KB. 
Као оперативни систем кориштен је Spectrum Basic или CP/M.

## Детаљни подаци
Детаљнији подаци о рачунару HC-2000 су дати у табели испод.
|                       |                                                                           |
| [ 1 ]                 |                                                                           |
| Произвођач            |                                                                           |
| Тип                   | кућни рачунар                                                             |
| Меморија              | 64 KB                                                                     |
| Поријекло             | Румунија                                                                  |
| Година                | 1982                                                                      |
| Тастатура             | пуни помак тастера, 51 тастер                                             |
| Процесор              |                                                                           |
| Фреквенција процесора | 3,5                                                                       |
| RAM                   | 64 KB                                                                     |
| ROM                   | 48 (BASIC преводилац (16K), CP/M BIOS (8K) и IF1 диск интерфејс (8K)      |
| Текст                 | 32 знакова x 24 линије (Spectrum мод) - 80 знакова x 25 линија (CP/M мод) |
| Графика               | 256 x 192 пиксела                                                         |
| Боја                  | 16 (8 боја са 2 освјетљења свака)                                         |
| Звук                  | мали звучник (10 октава)                                                  |
| Димензије             | 50 (ширина) x 20 (дубина) x 6 (висина)                                    |
| Портови               |                                                                           |
| Оперативни систем     |                                                                           |